# Semana da Moda de Milão

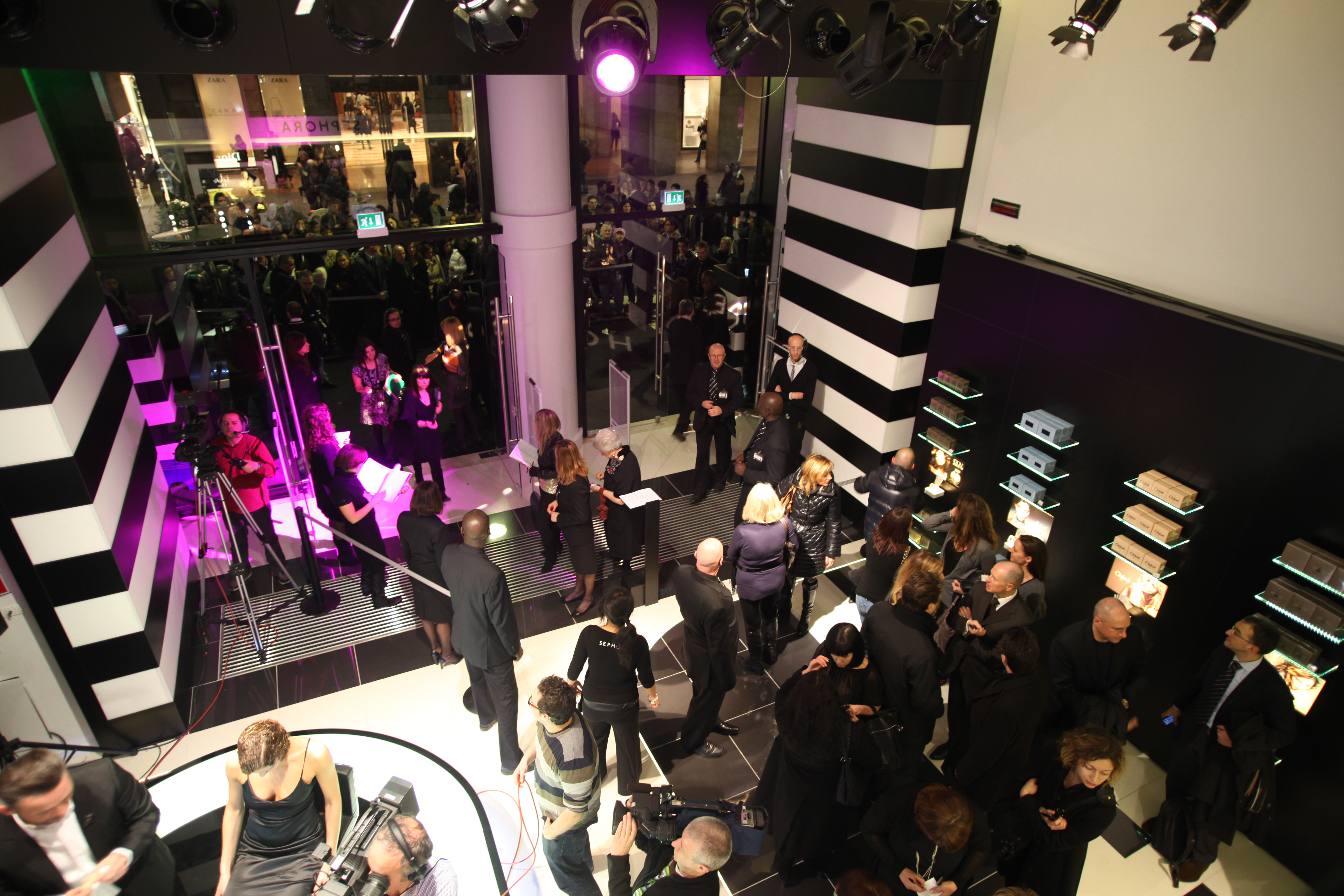
Semana da Moda de Milão de 2010

A Semana da Moda de Milão (em italiano:  Settimana della moda di Milano) é uma famosa semana de moda realizada semestralmente, em Milão, Itália.
As coleções de moda primavera/verão são apresentadas em fevereiro-março de cada ano, e a moda outono/inverno, em setembro-outubro de cada ano.
A Semana da Moda de Milão, criada em 1958, faz parte das "Big 4" - as quatro maiores semanas de moda internacionais - juntamente com as de Paris, Londres e Nova York. A programação começa com Nova York, seguido por Londres, Milão e finalizada em Paris.